# Centre hospitalier Saint-Joseph Saint-Luc
Pour les articles homonymes, voir Hôpital Saint-Joseph et Hôpital Saint-Luc.
 (juin 2017).
Si vous disposez d'ouvrages ou d'articles de référence ou si vous connaissez des sites web de qualité traitant du thème abordé ici, merci de compléter l'article en donnant les références utiles à sa vérifiabilité et en les liant à la section « Notes et références ».
L'Hôpital Saint-Joseph Saint-Luc est un Établissement de santé privé d'intérêt collectif (ESPIC) et exerce une mission de service public hospitalier sur l’ensemble de ses activités : ses patients bénéficient d’une tarification publique, sans « reste à charge » et sans dépassement d’honoraires. 
Cet établissement associatif à but non lucratif est adhérent à la Fédération des Etablissements Hospitaliers et d'Aide à la Personne (FEHAP).
Situé au cœur de la ville de Lyon, en bordure du Rhône du 7e arrondissement, il est né en 2002, de la volonté de réunir, sur un même site, deux hôpitaux : Saint-Joseph et Saint-Luc, des établissements fondés au XIXe siècle dont l’histoire est intimement liée à celle de Lyon.
Fort de ses racines, l'Hôpital Saint-Joseph Saint-Luc s’inscrit dans une double ambition pour ses patients : donner des soins, mais aussi « prendre soin ». Ces valeurs d’humanité s'illustrent au quotidien par la qualité d’accueil, l’attention portée à chacun, la qualité de la prise en charge globale et par une présence culturelle régulière à l’hôpital.                  
Seule structure hospitalière située au cœur de Lyon et service d'urgences (24/24 et 7/7) essentiel de la Métropole lyonnaise, ses activités permettent d'offrir, jour et nuit, un accès aux soins pour tous.

## Services

### Services hospitaliers
L'Hôpital réunit de nombreuses spécialités :
- Spécialités médicales : anesthésie-réanimation, angiologie, cardiologie, cancérologie, endocrinologie, explorations cardiaques fonctionnelles, gynécologie, échographie, hépato-gastro-entérologie, homéopathie, imagerie médicale, IRM, radiologie interventionnelle, laboratoire de biologie médicale, maternité, médecine interne, néphrologie, dialyses, neurologie, exploration fonctionnelle du système nerveux, ophtalmologie médicale, pharmacie, pneumologie, oncologie thoracique, pathologie du sommeil, polygraphies, endoscopie bronchique, psychiatrie de liaison, réanimation, rhumatologie, ostéodensitométrie, rythmologie, soins intensifs cardiologiques, urgences.
- Spécialités chirurgicales : chirurgie ambulatoire, gynécologique, orthopédique, plastique, réparatrice, esthétique , vasculaire, viscérale, urologie.

## Histoire

### Hôpital Saint-Joseph
L'hôpital Saint-Joseph, fondé en 1888 par la société civile, est inauguré en 1894 sous l'impulsion de l'université catholique de Lyon. Son architecte est Charles-Marie Franchet.
Le bâtiment, en forme de "U" de 3 étages était situé entre les rues Jaboulay, Pasteur et Professeur Grignard, sur le site actuel de l'IUT Lyon 3 dans le 7e arrondissement, il disposait d’une capacité de 120 lits.

### Hôpital Saint-Luc
L'hôpital homéopathique Saint-Luc est fondé en 1869 par deux médecins lyonnais, Eugène Emery et Jean-Pierre Gallavardin. Il ouvre ses portes en 1875 en bordure du Rhône.

## Classement
Le centre hospitalier figure dans le classement 2018 du journal Le Point à la 28e place pour l'infarctus du myocarde et à la 32e place en rhumatologie.